# Anton Sinapov
Anton Sinapov (en bulgare : Антон Синапов) est un biathlète et fondeur bulgare, né le 1er septembre 1993 à Tchepelare.

## Biographie
En ski de fond, il participe notamment aux Championnats du monde de ski nordique 2011, où il est 87e du sprint et 95e du quinze kilomètres classique. À partir de la saison 2011-2012, il participe exclusivement aux compétitions internationales de biathlon.
En janvier 2014, il fait ses débuts en Coupe du monde de biathlon à Oberhof.
Il marque ses premiers points à l'occasion de la manche de Khanty-Mansiïsk 2016, où il est 16e en sprint. Son résultat sur la poursuite au même lieu le qualifie pour sa première mass start en Coupe du monde.
Aux Championnats du monde de biathlon 2017, il est notamment onzième du sprint, soit le meilleur résultat individuel de sa carrière et neuvième du relais.
Aux Jeux olympiques d'hiver de 2018, il est 56e du sprint, 60e de la poursuite, 71e de l'individuel et 16e du relais.
Il a obtenu des podiums aux Championnats du monde de biathlon d'été, en 2014, où il est médaillé de bronze du sprint chez les juniors et en 2015 médaillé d'argent du relais mixte élites.

## Palmarès en biathlon

### Jeux olympiques d'hiver
| Épreuve / Édition                | Individuel | Sprint | Poursuite | Départ en masse | Relais | Relais mixte |
| Jeux olympiques 2018 Pyeongchang | 71e        | 56e    | 60e       | —               | 16e    | —            |

Légende :
- - : Non disputée par Sinapov

### Championnats du monde
| Édition / Épreuve       | Individuel | Sprint | Poursuite | Mass start | Relais | Relais mixte | Relais mixte simple              |
| ----------------------- | ---------- | ------ | --------- | ---------- | ------ | ------------ | -------------------------------- |
| Kontiolahti 2015        | —          | 76e    | —         | —          | —      | —            | Épreuve inexistante à cette date |
| Oslo 2016               | —          | 65e    | —         | —          | 13e    | —            | Épreuve inexistante à cette date |
| Hochfilzen 2017         | 39e        | 11e    | DNF       | —          | 9e     | —            | Épreuve inexistante à cette date |
| Östersund 2019          | DNF        | 72e    | —         | —          | 9e     | —            | 19e                              |
| Antholz-Anterselva 2020 | 69e        | 79e    | —         | —          | 11e    | —            | 25e                              |
| Pokljuka 2021           | 59e        | 71e    | —         | —          | 16e    | —            | —                                |

Légende :
- — : non disputée par Sinapov
- : pas d'épreuve
- DNS : non partant

### Coupe du monde
- Meilleur classement général : 70e en 2017.
- Meilleur résultat individuel : 11e.

#### Classements en Coupe du monde
| Année     | Classement général final | Sprint | Poursuite | Individuel | Mass start |
| 2015-2016 | 71e                      | 64e    | 67e       | -          | -          |
| 2016-2017 | 72e                      | 58e    | 81e       | 58e        | -          |
| 2017-2018 | 92e                      | 81e    | -         | -          | -          |
| 2018-2019 | 75e                      | 87e    | -         | 46e        | -          |

### Championnats du monde de biathlon d'été
- Médaille d'argent du relais mixte en 2015.